# N989 (België)
De N989 is een gewestweg in de Belgische provincie Namen. Deze weg verbindt Falmignoul met Heer.
De totale lengte van de N989 bedraagt 8,5 kilometer.

## Plaatsen langs de N989
- Falmignoul
- Blaimont
- Heer